# Parapenaeus ruberoculatus
Parapenaeus ruberoculatus is een tienpotigensoort uit de familie van de Penaeidae. De wetenschappelijke naam van de soort is voor het eerst geldig gepubliceerd in 1962 door Hall.